# Diphyus robustus
Diphyus robustus là một loài tò vò trong họ Ichneumonidae.